# Jouni Uitto
Jouni Jorma Juhani Uitto, född 15 september 1943 i Helsingfors, död 17 december 2022 i  Philadelphia i Pennsylvania, USA, var en finländsk läkare och specialist i hudsjukdomar.
Uitto blev medicine och kirurgie doktor 1970 och utnämndes 1972 till docent i experimentell dermatologi vid Helsingfors universitet. Han har sedan 1972 innehaft framträdande akademiska poster i USA och var från 1986 professor vid Thomas Jefferson University i Pennsylvania.
Uitto är internationellt känd för sina vetenskapliga arbeten om den molekylära genetiken vid ärftliga hudsjukdomar och om bindvävens funktioner vid hälsa och sjukdom. För sina vetenskapliga insatser har han belönats i sitt hemland med Matti Äyräpää-priset 1994 och i utlandet bland annat med William Montagna-priset 1987 och Rudi Cormane-priset 1994. Han utnämndes till hedersdoktor vid Uleåborgs universitet 2006 och vid Åbo universitet 2009.